# Mihai Mocanu
Mihai Mocanu (* 24. Februar 1942 in Constanța; † 18. Juni 2009 ebenda) war ein rumänischer Fußballspieler und -trainer. Er bestritt 201 Spiele in der höchsten rumänischen Fußballliga, der Divizia A, und nahm an der Fußball-Weltmeisterschaft 1970 teil.

## Karriere als Spieler
Mihai Mocanu begann seine Karriere in seiner Heimatstadt Constanța bei SNM Constanța, das im Jahr 1960 in der Divizia B spielte. Nach dem Abstieg aus der Divizia B im Jahr 1962 wechselte er zum Ligakonkurrenten Chimia Făgăraș, ehe sich ein Jahr später für ihn die Möglichkeit eröffnete, zu einem rumänischen Spitzenteam, nämlich Petrolul Ploiești aus der Divizia A, zu wechseln. Am 25. August 1963 hatte er bei der Niederlage gegen UTA Arad seinen ersten Einsatz in der höchsten rumänischen Fußballliga. Bei Petrolul wurde Mocanu in der Saison 1965/66 zum Stammspieler, gewann am Saisonende die rumänische Meisterschaft und wurde zum Nationalspieler. Allerdings konnte Petrolul die Leistung in den folgenden Jahren nicht mehr bestätigen und fiel ins Mittelfeld bzw. die Abstiegszone zurück. Nachdem 1972 der Abstieg nur knapp abgewendet werden konnte, durfte Mocanu ins Ausland wechseln und schloss sich Omonia Nikosia an, das seinerzeit in der höchsten griechischen Fußballliga, der Alpha Ethniki, spielte. 1973 kehrte die Mannschaft nach dem Abstieg in die zypriotische First Division zurück und Mocanu gewann Meisterschaft und Pokal. Trotz dieses Erfolges kehrte er nach Rumänien zurück und spielte erneut für Petrolul, das mittlerweile in die Divizia B abgestiegen war. Dort beendete er im Jahr 1976 seine Karriere.

## Nationalmannschaft
Mocanu bestritt 33 Spiele für die rumänische Fußballnationalmannschaft. Sein Debüt gab er am 1. Juni 1966 gegen Deutschland im Rahmen der Vorbereitung Deutschlands auf die Fußball-Weltmeisterschaft 1966. Er selbst nahm an der Fußball-Weltmeisterschaft 1970 in Mexiko teil, wo er in allen drei Partien von Beginn an zum Einsatz kam.

## Karriere als Trainer
Nach seiner aktiven Laufbahn trainierte Mocanu verschiedene Vereine im Kreis Prahova, darunter auch Petrolul Ploiești. Zeitweilig war er auch als Jugendtrainer tätig. 1991 übernahm er den Drittligisten Conpet Ploiești, den er bis zu seiner Pensionierung im Jahr 2005 betreute.

## Erfolge und Auszeichnungen
- WM-Teilnehmer: 1970
- Rumänischer Meister: 1966
- Zypriotischer Meister: 1974
- Zypriotischer Pokalsieger: 1974
- Verdienter Meister des Sports
- Bester rumänischer Linksverteidiger aller Zeiten bei der Sportlerwahl 2000
- Ehrenbürger der Stadt Ploiești

## Gesundheitliche Probleme
Bedingt durch eine arterielle Verschlusskrankheit wurde Mocanu am 12. Juli 2006 ein Teil seines rechten Beines amputiert. Einige Jahre vor seinem Tod wurde bei ihm außerdem Speiseröhrenkrebs festgestellt. Mocanu starb am 18. Juni 2009 in seiner Geburtsstadt Constanța, wohin seine Tochter ihn wenige Wochen zuvor gebracht hatte, um ihn besser versorgen zu können. Er hinterließ außerdem einen Sohn, Ionuț Mihai Mocanu, der selbst bei Conpet Ploiești als Fußballspieler aktiv war und derzeit in Kanada lebt.